# Bisons

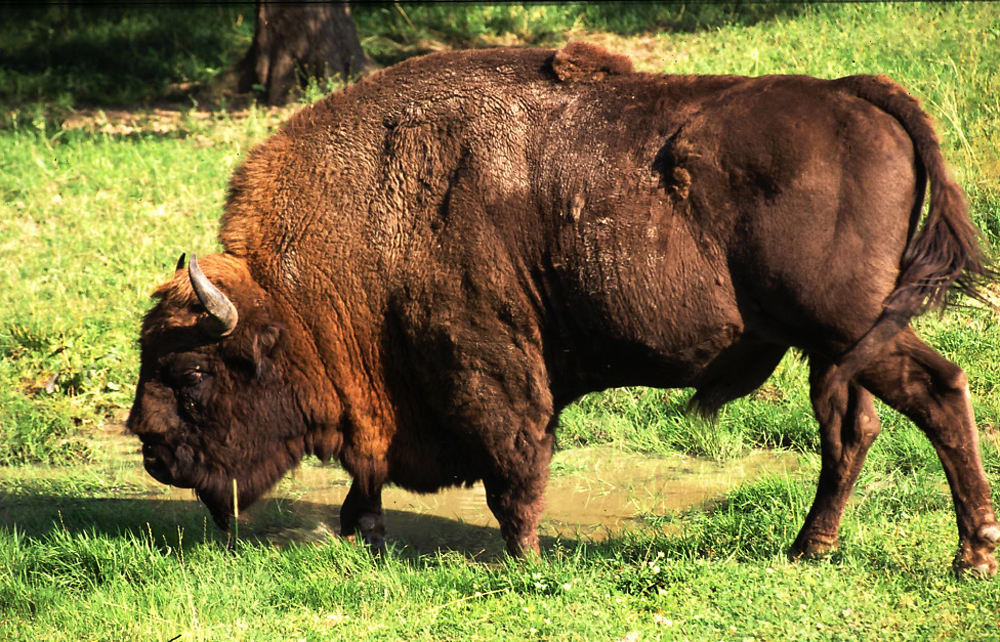
Männlicher Wisent (Bos bonasus) im ostpolnischen Białowieża-Nationalpark

Die Bisons sind auf der Nordhalbkugel verbreitete Wildrinder, die ursprünglich in die eigene Gattung Bison gestellt wurden. Heute gibt es zwei Vertreter, den Amerikanischen Bison (Bos bison) und den in Europa vorkommenden Wisent (Bos bonasus). Laut molekulargenetischen Untersuchungen sind die beiden Arten nicht näher miteinander als mit anderen Vertretern der Rinder verwandt, bilden also keine eigenständige Verwandtschaftsgruppe (Monophylum). Das spätlateinische Wort Bison ist vermutlich eine Entlehnung des germanischen Wortes wisund.

## Entwicklungsgeschichte

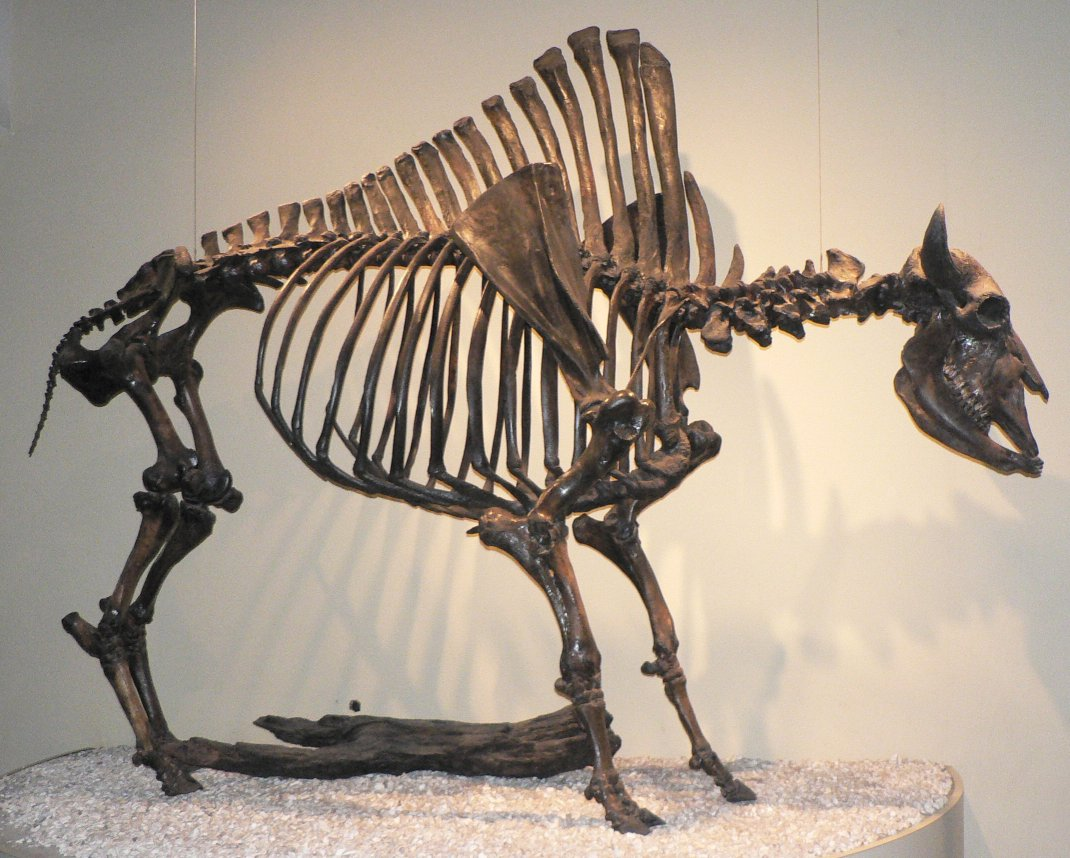
Bos (bison) antiquus starb vor etwa 10.000 Jahren aus. Dieses Exemplar stammt aus den La Brea-Naturasphaltgruben von Los Angeles.

Als Vorläufer des Ur-Bisons (Bos sivalensis) gilt ein Rind der Gattung Leptobos. Der eurasische Ur-Bison entwickelte sich auf seiner Ausbreitung von Nord-Indien nach Westen und in den weitläufigen asiatischen Steppen zum Steppenbison (Bos priscus), auch Steppenwisent genannt, weiter. Ein etwa 35.000 Jahre altes Exemplar wurde 1979 von einem Goldwäscher in der Nähe von Fairbanks (Alaska) gefunden. Es ging in die Forschungsgeschichte mit der Bezeichnung Blue Babe ein, weil sich bei seiner Bergung die Haut aufgrund einer chemischen Reaktion mit der Luft blau färbte. Im Kaukasus entwickelte sich zudem der heute ausgestorbene Bergwisent (Bos caucasicus).
Der Steppenbison wurde von den Menschen der Cro-Magnon-Periode gejagt und in Höhlenzeichnungen festgehalten, siehe die Höhlenmalereien von Altamira, Lascaux und Chauvet, bevor er am Ende der letzten Eiszeit ausstarb.

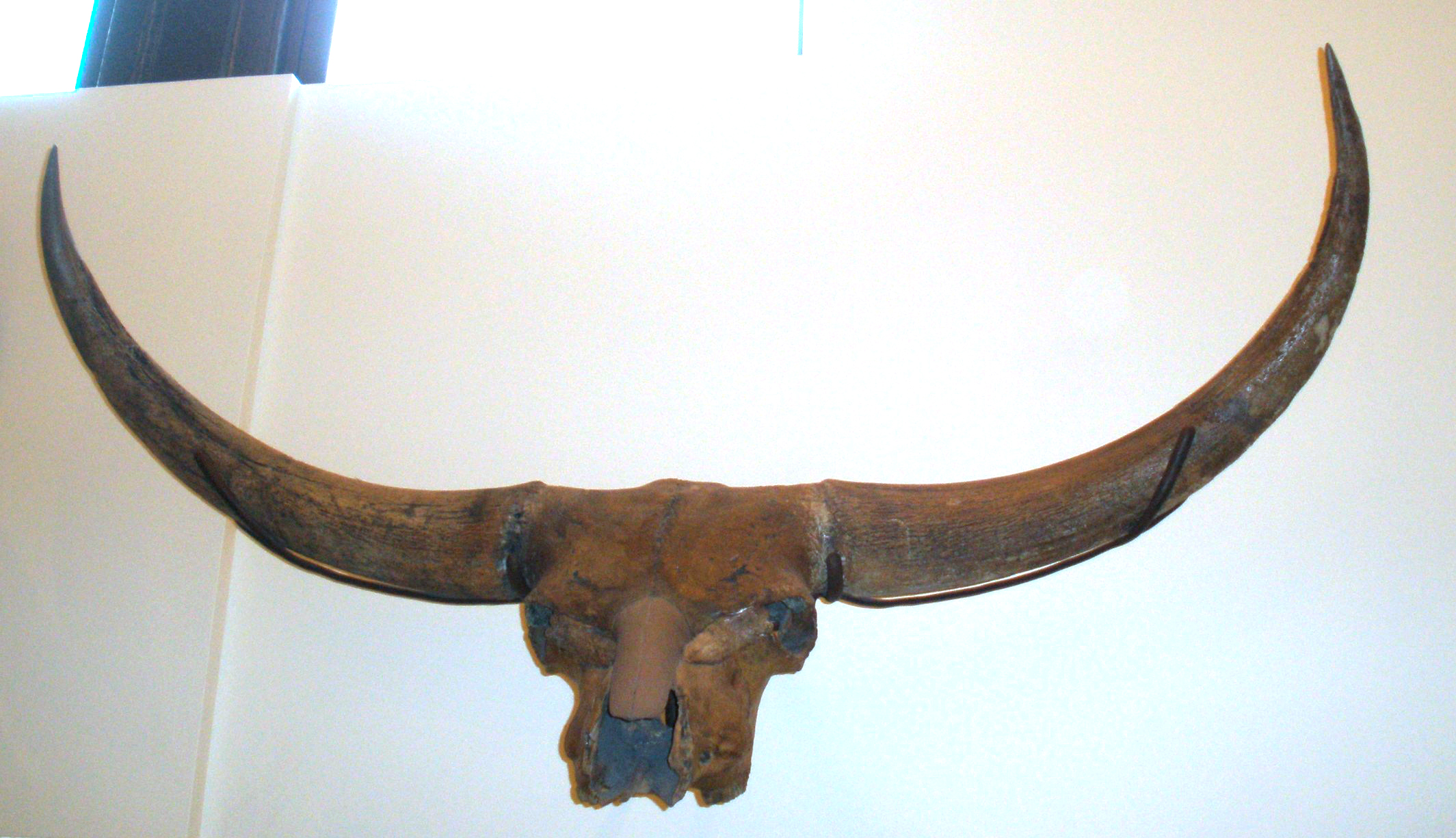
Schädel von Bos latifrons

Bisons entstanden ursprünglich in Eurasien. Der Steppenbison überquerte während der Eiszeit (im frühen bis mittleren Pleistozän) die Landbrücke zwischen Sibirien und Alaska (die heutige Beringstraße) und besiedelte die nördlichsten Teile Nordamerikas. Aus ihm entwickelten sich mehrere Arten, die in zwei aufeinander folgenden Einwanderungswellen die südlicheren Teile des Kontinents eroberten. Die erste war der riesige langhörnige Bos latifrons, der im frühen oder mittleren Pleistozän nach Amerika einwanderte und im späten Pleistozän vor ungefähr 20.000 Jahren ausstarb. Die zweite bestand aus Bisonformen, die bereits der heutigen Art Bos bison ähnelten. Teilweise werden das langhörnige Bos antiquus und die etwas kürzerhörnige Form Bos occidentalis als eigene Arten aufgefasst, andere Forscher sehen sie auch als Unterarten des heutigen Bisons (Bos bison) an. Im frühen Holozän, vor annähernd 6000 Jahren, entwickelten sich die heutigen, recht kurzhörnigen Unterarten des Bisons, der Präriebison Bos bison bison und der Waldbison Bos bison athabascae, und ersetzten die pleistozänen Formen.

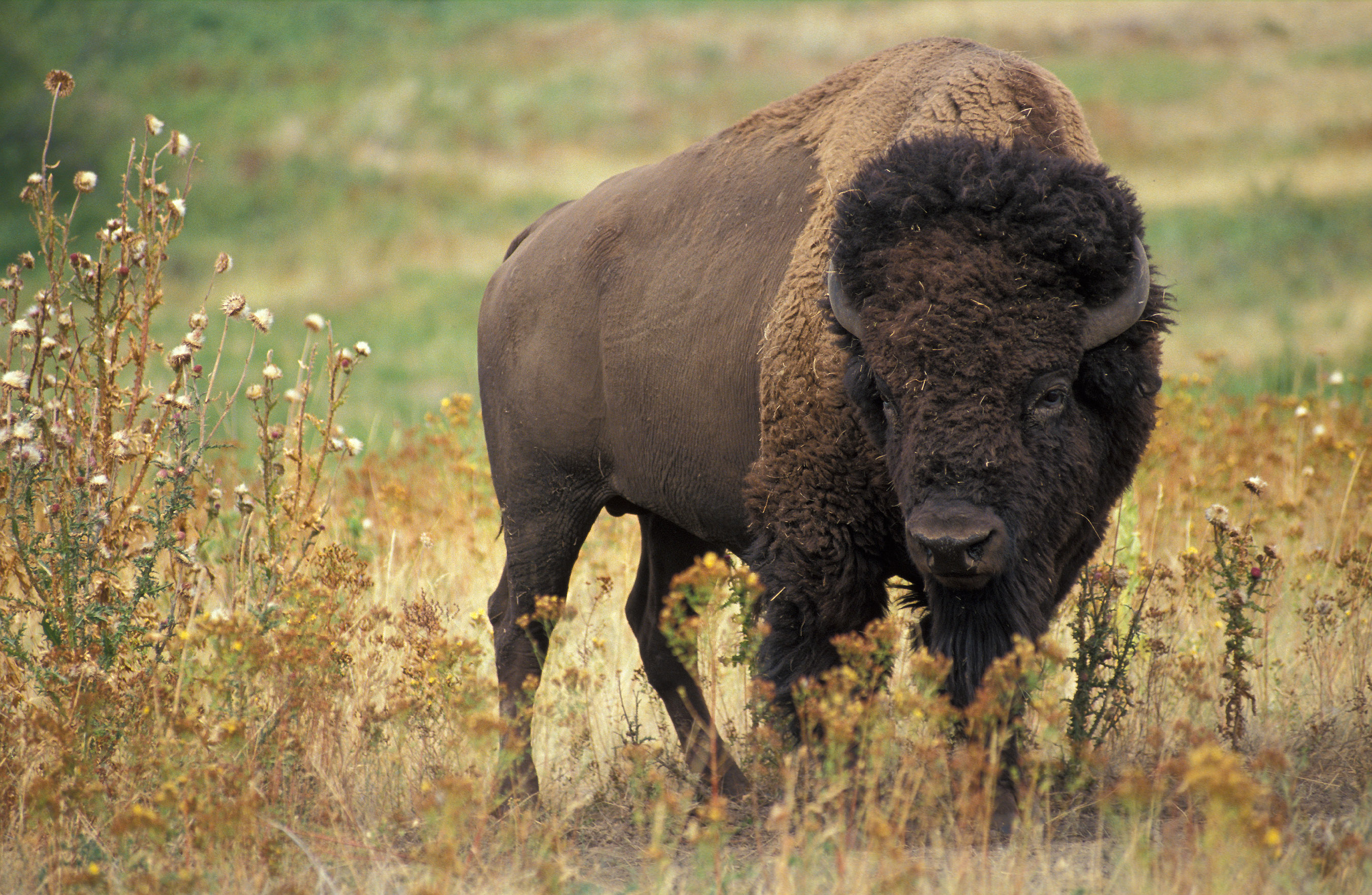
Amerikanischer Bison

Heutige Amerikanische Bisons, die um 1890 nahezu ausgerottet waren, und Europäische Wisente sind uneingeschränkt kreuzbar, was für eine nahe Verwandtschaft beider Arten spricht. Analysen der DNA ergaben allerdings, dass sich Wisente und Amerikanische Bisons genetisch teilweise stark voneinander unterscheiden. Während Bisons und Wisente in den paternal vererbten Y-Chromosomen stark übereinstimmen, gibt es bei der Sequenz der maternal vererbten mitochondrialen DNA erhebliche Unterschiede. So bildet der Amerikanische Bison bezüglich der mitochondrialen DNA eine Einheit mit dem Yak, während der Wisent hierin mit dem Auerochsen übereinstimmt.
Eine mögliche Erklärung hierfür wäre, dass sich prähistorische Bisonbullen einst mit Verwandten des Auerochsen oder deren Vorfahren kreuzten und so die Vorfahren des Wisents hervorbrachten. Insgesamt deuten diese Untersuchungen darauf hin, dass die Gattungen Bos und Bison paraphyletisch sind, sie wurden im Folgenden zu einer einzigen Gattung Bos zusammengeführt. Die Gattung Bison scheint zudem polyphyletisch zu sein.

## Film
- 2023: Ken Burns: Der Amerikanische Bison (biolog. Name Bos bison; engl.: The American Buffalo, zweiteilige historische TV-Dokumentation, insgesamt 3:40)[4]